# Elvar Ásgeirsson
Elvar Ásgeirsson (* 4. September 1994 in Reykjavík) ist ein isländischer Handballspieler. Seine Körperlänge beträgt 1,98 m.
Elvar Ásgeirsson spielte ab 2011 mit UMF Afturelding in der isländischen Úrvalsdeild. In der Saison 2017/18 nahm er mit Afturelding an der Qualifikation für den EHF-Pokal teil. In der 1. Runde der Qualifikation ist die Mannschaft gegen den norwegischen Verein BSK Handball Elite ausgeschieden. Zur Saison 2019/20 wechselte Elvar Ásgeirsson zum deutschen Erstligisten TVB 1898 Stuttgart. Im Februar 2021 wechselte Elvar Ásgeirsson zum französischen Zweitligisten Grand Nancy Métropole Handball, mit dem er am Saisonende 2020/21 in die höchste französische Spielklasse aufstieg. Zur Saison 2022/23 wechselte er zum dänischen Erstligisten Ribe-Esbjerg HH.
Elvar Ásgeirsson hat alle Jugend-Nationalmannschaften seines Landes durchlaufen und steht im Kader der A-Nationalmannschaft.
Elvar Ásgeirsson spielt auf der Position Rückraum Mitte, kann aber auch im linken Rückraum eingesetzt werden.